# Independentismo zuliano

Bandera del Estado Zulia

El independentismo zuliano es un movimiento social, político, cultural e ideológico que ha tenido distintos matices a lo largo de la historia, con el propósito de lograr una mayor autonomía de los territorios del actual Estado Zulia, en Venezuela, tanto con tendencias regionalistas dentro del federalismo de la organización territorial de Venezuela contemporánea, como también secesionistas, siendo los sectores más radicales que buscan la formación de un Estado soberano unitario y reconocer al pueblo zuliano como una nación independiente.

## Historia

### Declaración de independencia del Zulia (1821)
El 28 de enero de 1821, el Ayuntamiento de la Provincia de Maracaibo se declaró como «libre e independiente del gobierno español», pasando a llamarse como departamento del Zulia, que a su vez formó parte del Distrito del Norte de la Gran Colombia. Dicha provincia no se había sumado a la firma del Acta de la Declaración de Independencia de Venezuela del 5 de julio de 1811, puesto que seguían como realistas reconociendo la autoridad de la Junta Suprema Central de España, aunque rechazaban la presencia de la Dinastía Bonaparte en el trono de la Monarquía Hispánica.

### Revolución de las Reformas (1835)
Intento de independencia planteado por el coronel Francisco María Farías en 1835, durante la llamada Revolución de las Reformas, evocando los pronunciamientos del 28 de enero de 1821 y del 16 de enero de 1830, el primero pidiendo la anexión a Colombia como República confederada y el segundo, por el rompimiento con Colombia y su plegamiento al movimiento secesionista de Valencia y solicitando pertenecer a Venezuela en forma federada.

### Estado Soberano del Zulia (1858)
En 1858 el gobernador de Santander general Vicente Herrera concibió la idea de crear el Estado Soberano del Zulia, formado por las provincias de Maracaibo, Mérida y Táchira de Venezuela y el departamento norte de Santander de Colombia; este planteamiento se hizo de nuevo el 22 de junio de 1999, por el alcalde de Cúcuta José Antonio Gelvez, originando una gran polémica en los dos países, pero sustentada en el intenso centralismo que desde Caracas y Bogotá afecta a esa zona fronteriza de 10 millones de habitantes, con salida al mar Caribe y que es una propuesta geográfica y económicamente factible, pero que las respuestas de ambos gobiernos han demostrado su irrealidad. No pueden olvidarse otros planteamientos, quizás más de regionalismo que de espíritu separatista, hechos al crearse el estado Táchira, por José Pascual Casanova, el único zuliano que ha sido ministro de Relaciones Exteriores; por Ramón Troconis Vale, militar y escritor zuliano; y por Rafael Parra, presidente del estado Zulia en 1881, quien hizo imprimir estampillas y papel sellado con el nombre de Estado Soberano del Zulia.

### Estado Independiente de Maracaibo (1862)

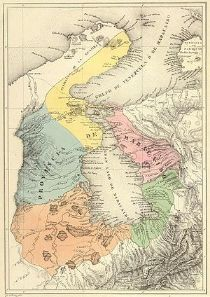
Provincia de Maracaibo.

El 30 de enero de 1862, el general Antonio Pulgar derrocó al jefe civil y militar Pedro Bracho, desconoció al gobierno paecista y declaró la independencia temporal de la provincia con el nombre de Estado Independiente de Maracaibo, pero, tras el contragolpe del 1 de febrero del mismo año, abanderado por su sobrino Venancio Pulgar, fue depuesto y exiliado a Cúcuta.

### Convención Provincial (1863)

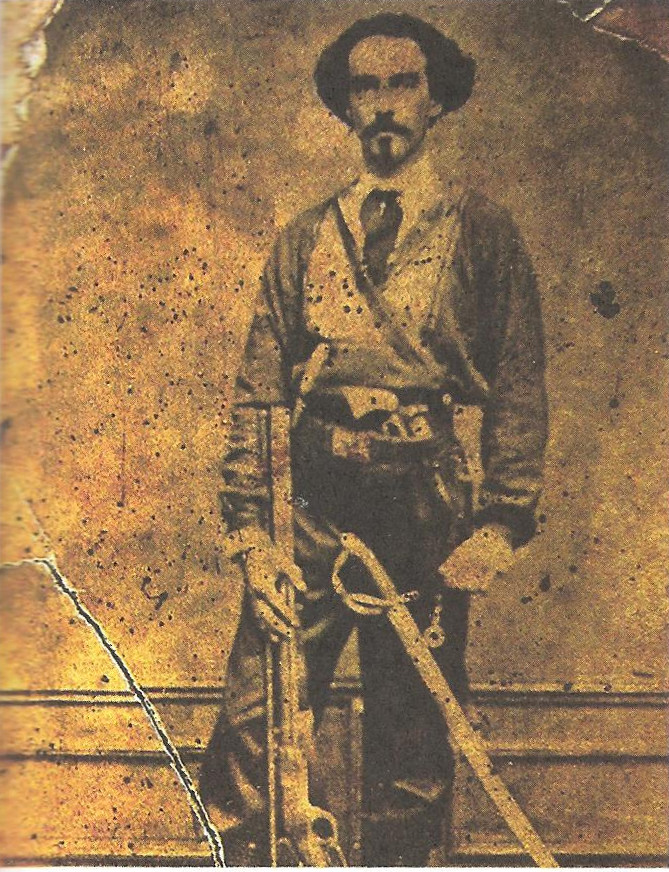
Venancio Pulgar.

El 2 de marzo de 1863, Jorge Sutherland y Venancio Pulgar, gobernador y jefe de operaciones de la provincia, hicieron pública una proclama a los maracaiberos donde rompían sus lazos con la república de la dictadura contradictoria y proclamaban la independencia de Maracaibo, a la vez que convocaban a una Convención Provincial, con el fin de defender la autonomía local y los poderes políticos locales del intento centralista y dictatorial del binomio Páez-Rojas, según apreciación de Rutilio Ortega, lo cual lleva a que el 20 de marzo se proclame la federación en el Zulia y se reconozca como jefe supremo al general Juan Crisóstomo Falcón, quien cumplió la promesa hecha a ambos militares zulianos, los ascendió a generales y decidió la formación del estado Zulia con las provincias de Maracaibo, Mérida, Táchira y Trujillo, necesidad sentida por la burguesía mercantil de la ciudad lacustre, que se beneficiaba de la producción cafetera andina, pero pronto los departamentos andinos decidieron separarse y constituirse en estados independientes.

### Soberanía Original y Liga de Occidente con el Gobierno de los Azules (1868)
En 1868, ante la agonía del gobierno federal, Jorge Sutherland firmó un decreto, el 30 de julio, donde se reasumía la «soberanía original», que había estado delegada en los poderes nacionales y así lo comunicó a todas las legaciones consulares extranjeras radicadas en Maracaibo. Liga de Occidente, formada con fines soberanistas y autonomistas, integrada por los estados Coro, Cojedes, Barquisimeto y Zulia contra el Gobierno de los Azules instaurando un gobierno provisorio en la Unión. Sutherland deroga su decreto ejecutivo el 5 de octubre de ese mismo año y reincorpora al Zulia a la Federación Venezolana, lo cual condujo a que el 11 de noviembre de ese año, se encargase de la presidencia provisoria del estado el general Venancio Pulgar.

### Independencia por asunto aduanales (1869)
En 1869, ante las pretensiones del gobierno azul, dirigido por el general José Ruperto Monagas, para el control aduanal y político sobre Maracaibo, Venancio Pulgar rompió con el régimen nacional que había apoyado, separó al Zulia de la unión nacional, invadió a Coro para asegurar las fronteras y la legislatura del estado aprobó un decreto, según el cual el pueblo zuliano «reasumía su soberanía en toda su plenitud».

### Revolución Legislativa (1892)
En 1892 se reinstauró la Liga de Occidente, encabezada por el general Eleazar Urdaneta e integrada por los estados Zulia, Falcón, Lara, Zamora y Los Andes, en el marco de la Revolución Legalista; creando coalición de los estados Falcón, Zulia, Lara, Zamora y Los Andes contra las fuerzas gobiernistas de Guillermo Tell Villegas y las tropas legalistas de Joaquín Crespo, bajo el comando de los generales Eleazar Urdaneta, hijo del prócer Rafael Urdaneta, y de Diego Colina. Después de ciertas acciones bastante exitosas, fueron derrotados por el general León Colina en la batalla de La Vela de Coro.

### República del Coquivacoa (1928)
En agosto de 1928 hubo un último intento cuando se quiso crear la República de Coquivacoa, con apoyo de los intereses norteamericanos, que controlaban las concesiones de minas e hidrocarburos. Algunos atribuyen la idea a la Pantepec Oil Company, presidida por William Buckley, otros a la Standard Oil Company. La proyectada república estaría integrada por el estado Zulia, los departamentos norte y sur de Santander y la comisaría de la Guajira, incluyendo los territorios de Cartagena y Barranquilla. Las denuncias de Valmore Rodríguez y Rómulo Betancourt, del Partido Revolucionario Venezolano, ilegalizado, pero con sede en México y la «liga internacional contra el imperialismo», que se estaba celebrando en Bruselas, propiciaron un acuerdo de lucha contra el Imperialismo estadounidense, mientras el parlamento colombiano y el gobierno venezolano lograron dominar la situación.

### Resistencia a la Revolución de Octubre (1945)
A raíz de la Revolución de Octubre, el presidente del estado Zulia en ese entonces, el intelectual y político Héctor Cuenca, desarrolló un infructuoso intento de independencia del Estado, como resistencia al cambio político producto del golpe de Estado dirigido por los militante de Acción Democrática contra el gobierno del general Isaías Medina Angarita.

### República independiente en el occidente venezolano (1967)
En 1967, el empresario Erwin Mendt Estrada, lideró un movimiento que promovía la creación de una república independiente en el occidente venezolano y más tarde desembocaría en la legalización de una organización política con la denominación de OREZI (Organización Regional de Zulianos Intedendientes).

### Rumbo Propio (2005)
En 2006 se dio a conocer públicamente el movimiento autonomista Rumbo Propio, que busca una mayor independencia del Estado Zulia dentro de Venezuela. De tendencia capitalista y socialconservadora ubicado en la derecha política venezolana, es opositor al chavismo y críticos al marxismo, buscando que el Zulia vaya en dirección opuesta a la Revolución bolivariana.

### Zulia Libre (2017)
Es una organización política y social, fundada en Maracaibo el 18 de septiembre de 2017, con la finalidad de luchar por la vigencia de los principios y valores específicos del pueblo zuliano y por los derechos y garantías del Zulia, en comunión con los pueblos de Venezuela y en especial del Táchira, Mérida, Trujillo y Falcón, hermanados por fuerza de la historia en un destino común, en su lucha por la autonomía y descentralización como entidades federales. Se constituye en una alternativa política, integrada por mujeres y hombres capaces, comprometidos con la vida digna, la libertad, la justicia, la verdad y la honestidad; al exclusivo servicio del pueblo zuliano, empeñados en alcanzar la superación y desarrollo integral de la región en el orden político, económico, social, cultural, científico y ambiental del Estado, así como en la consecución de un propósito común con los pueblos hermanos que han conformado la cuenca del lago de Maracaibo en la construcción de una sociedad humana productiva que garantice la seguridad plena de sus habitantes. 
La organización trabaja en la reconstrucción del Zulia, y de todos y cada uno de sus municipios; fundamentada en la estructuración de la verdadera familia Zuliana y la conformación de verdaderas escuelas del saber, conocimiento y cultura, y la ejecución de planes y programas que garanticen el desarrollo integral de la realidad zuliana en todos sus órdenes. Suman todo su esfuerzo a la lucha del pueblo por la libertad de Venezuela y para derrotar a quienes pretenden desaparecer al Zulia, uniendo capacidades y talentos; impidiendo repetir los mismos errores y dirigiendo acciones estratégicamente diseñadas para lograr el crecimiento, progreso y bienestar colectivo. 

## Factores

### Cultura e idioma

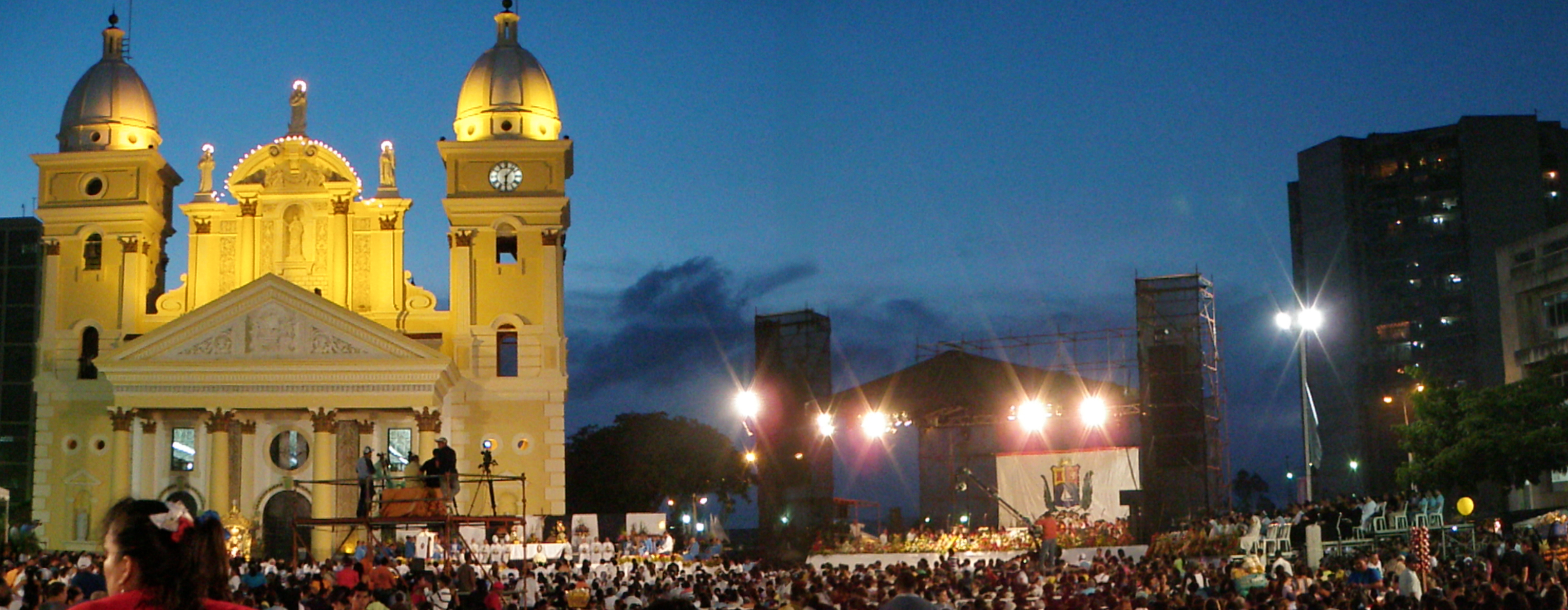
Festividad «Amanecer Gaitero» durante la Feria de La Chinita (2011)

La aparición y desarrollo de elementos culturales diferenciadores de los habitantes del Zulia al interior de Venezuela, ha favorecido el sentimiento regionalista y de identidad cultural zuliana. El español marabino o también denominado coloquialmente como «maracucho», es una variante lingüística propia de esta región y de la parte fronteriza con ella en el Estado Falcón. En la música, la gaita zuliana es un género musical propio de este Estado federativo venezolano. El tema de la República del Zulia también ha sido abordado en la música folclórica por compositores como Firmo Segundo Rincón, Luis Ferrer, Hermes Chacín, Jairo Gil y Rafael Rincón González a través de las gaitas contestatarias Independencia ya, Rebelión, Zulia petrolera, República Independiente del Zulia y El Zulia Libre.
En un sentido religioso, la Feria de La Chinita es la principal festividad católica celebrada en Maracaibo el 18 de noviembre de cada año en honor a la Virgen de Chiquinquirá, la santa patrona del Estado Zulia. Dicha celebración contiene diversos elementos culturales distintivos de la cultura local maracaibera y zuliana.

## Libros
- Las independencias del Zulia, de Rutilio Ortega. (Acervo Histórico del estado Zulia/ LAGOVEN, 1986).

## Estudios sobre el independentismo zuliano
- ARRIETA, Orlando. «El estado soberano del Zulia». La Verdad. Maracaibo: 10-7-1999, p. A-4.
- CARRILLO, María Alejandra. «El Zulia quiso ser república desde 1811». La Verdad. Maracaibo: 5-7-1999, p. D-1.
- GÓMEZ ESPINOZA, Antonio. «El último intento para establecer la República del Zulia» en: Imagen del Zulia, p. 134-135.
- PORTILLO, Julio. «La República del Zulia». El Nacional. Caracas: 1-7-1999, p. A-6.
- RINCÓN RINCÓN, Alfredo. «El Estado Soberano del Zulia. Una nueva visión» en Boletín de la Academia de Historia del estado Zulia, No 45, Oct-Dic de 2009, p. 121-137.
- RINCÓN RINCÓN, Alfredo. «El interés de las potencias extranjeras en la Cuenca del Lago de Maracaibo» en Boletín de la Academia de Historia del estado Zulia, No 46, Ene-Jun de 2010, p. 125-158.
- SUZZARINI BALOA, Manuel. «República del Zulia». La Verdad. Maracaibo: 10-6-1999, p. A-4.
- VALERA, Nirso. «La independencia de Maracaibo... en 1835». La Verdad. Maracaibo: 10-5-1999, p. A-5.